# Henryk Szost
Henryk Szost (* 20. Januar 1982 in Krynica-Zdrój) ist ein polnischer Mittel- und Langstreckenläufer.

## Karriere
Szost erzielt bei den Straßenlauf-Weltmeisterschaften 2006 den 38. Platz im Straßenlauf über 20 km. 2008 nahm er erstmals an den Olympischen Sommerspielen teil. In Peking erzielte er im Marathon mit einer Zeit von 2:19:43 h den 34. Platz. Zwei Jahre später nahm er an den Leichtathletik-Europameisterschaften 2010 teil, wobei er das Rennen nicht beendete.
2012 erzielte er den zweiten Platz beim Biwa-See-Marathon mit einer Zeit von 2:07:39 h, womit er einen neuen polnischen Rekord aufstellte. Im Fukuoka-Marathon erreichte er den dritten Platz. Bei den Olympischen Sommerspielen 2012 erzielte er mit einer Zeit von 2:12:28 h den neunten Platz.
2016 erreichte er bei seiner dritten Teilnahme an den Olympischen Sommerspielen im Marathon nicht das Ziel.

## Persönliche Bestleistungen
- 1500 m: 3:44,26 min, 7. Juni 2009, Warschau
- 3000 m: 8:02,42 min, 22. Mai 2005, Posen
- 5000 m: 13:58,89 min, 30. Juni 2007, Posen
- 10.000 m: 28:31,90 min, 2. Mai 2009, Kędzierzyn-Koźle
- 10 km Straße: 28:58 min, 17. Oktober 2010, Lublin
- Halbmarathon: 1:02:35 h, 27. März 2011, Warschau
- Marathon: 2:07:39 h, 4. März 2012, Ōtsu (polnischer Rekord)